# Tour d'Ulster (monument)
Pour les articles homonymes, voir Tour d'Ulster.
La Tour d'Ulster également appelée Tour de Belfast ou Helen Tower,  est un mémorial britannique, située sur le territoire de la commune de Thiepval, dédié aux soldats d'Irlande du Nord morts dans la Somme pendant la Grande Guerre.

## Historique

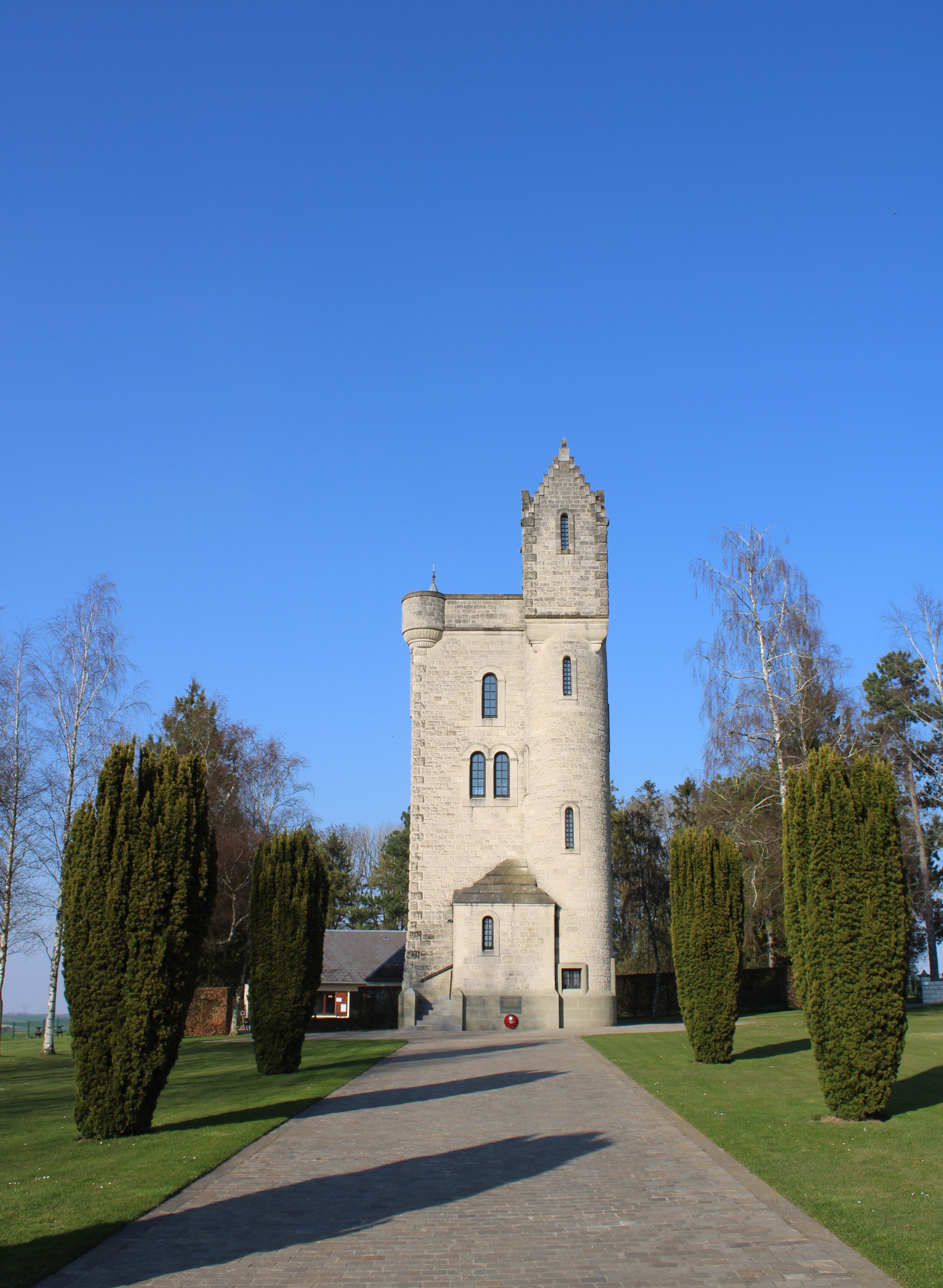

La 36e division irlandaise fut engagée dans la Bataille de la Somme, le 1er juillet 1916. Prise entre les tirs allemands et ceux de l'artillerie britannique, ayant perdu plus de 5 500 hommes en quelques heures, la division dut être évacuée dès le lendemain.
La Tour d'Ulster a été construite en 1921 grâce à une souscription publique.
Le monument est protégé au titre des monuments historiques : inscription par arrêté du 14 septembre 2016.

## Caractéristiques
La Tour d'Ulster est la réplique d'une tour de style néogothique située dans le parc de Clandeboye, près de Belfast, qui fut le camp d'entraînement de la 36e division irlandaise.

Elle est dédiée à la mémoire de la 36e division irlandaise. C’est également le mémorial de tous les soldats des bataillons d'Ulster (Royal Irish Fusiliers, Royal Inniskilling Fusiliers, Royal Irish Rifles) tués pendant la Première Guerre mondiale. Sur une plaque est gravée cette dédicace : 

« Mémorial dédié à la 36e Ulster Division ainsi qu'aux autres hommes de l'Ulster qui servirent pendant la Grande Guerre (1914-1918) »

## Cimetière militaire de Connaught

### Historique
Au cours de la Bataille de la Somme, Les combats pour la prise de Thiepval durèrent du 1er juillet au 26 septembre 1916. C'est la 36e division irlandaise qui se lança à l'assaut en premier mais la position fut enlevée par la 18e division.
Lors de la Bataille du Kaiser, les Allemands s'emparèrent de Thiepval, le 25 mars 1918. La position fut reprise par les Alliés le 24 août par les 17e et 38e divisions.
Le cimetière fut créé au début de l'automne 1916. Après la guerre, on y transféra des corps provenant de petits cimetières du champ de bataille.  

### Caractéristiques
À côté du mémorial, se trouve le Cimetière de Connaught où sont inhumées les dépouilles de 1 286 soldats britanniques, ainsi que 642 corps non identifiés et 425 appartenant à d'autres unités. Ce sont les dépouilles d'hommes tués au cours de l'été et de l'automne 1916, pour la plupart qui sont ensevelis ici.